# Hypselodoris kaname
Hypselodoris kaname is een slakkensoort uit de familie van de Chromodorididae. De wetenschappelijke naam van de soort is voor het eerst geldig gepubliceerd in 1994 door Baba.